# Helinä Marjamaa
Helinä Marjamaa z domu Laihorinne (ur. 5 czerwca 1956 w Evijärvi) – fińska lekkoatletka, sprinterka.

## Osiągnięcia
- 6. miejsce podczas mistrzostw świata (bieg na 100 metrów, Helsinki 1983)
- reprezentantka kraju podczas zawodów Pucharu Europy (w tym 3 zwycięstwa indywidualne w finale "B")[1]
- dwukrotny udział w igrzyskach olimpijskich (Moskwa 1980 & Los Angeles 1984)
- wielokrotna reprezentantka kraju w meczach międzypaństwowych (16 zwycięstw indywidualnych)
- 18-krotna mistrzyni Finlandii (bieg na 100 metrów, bieg na 200 metrów, sztafeta 4 × 100 metrów, sztafeta 4 × 400 metrów oraz bieg na 60 metrów)

## Rekordy życiowe
- bieg na 100 metrów – 11,13 (1983) rekord Finlandii[2]
- bieg na 200 metrów – 22,86 (1983)
- bieg na 50 metrów (hala) – 6,27 (1981)
- bieg na 60 metrów (hala) – 7,29 (1980)/ 7.1 (1982)[3]